# Epirochroides hovanus
Epirochroides hovanus là một loài bọ cánh cứng trong họ Cerambycidae.